# Anauerapucu
Anauerapucu é um distrito do município brasileiro de Santana, no estado do Amapá. Segundo o censo demográfico de 2022, realizado pelo Instituto Brasileiro de Geografia e Estatística (IBGE), sua população era de 1 368 habitantes e havia 352 domicílios particulares permanentes ocupados. Foi criado antes de 2001.
De acordo com o IBGE, em 2010 a população era de 998 habitantes e havia 235 domicílios particulares.